# تمام وسوسه‌های زمین
تمام وسوسه‌های زمین فیلمی به کارگردانی و نویسندگی حمید سمندریان محصول سال ۱۳۶۸ ایران است.

## خلاصهٔ داستان
پیرزنی به نام ماه بانو به هنگام ترک روستای زادگاهش، به یاد می‌آورد که سال‌ها قبل دکتر سنجر، پس از اتمام تحصیلات به روستا می‌آید تا درمانگاهی احداث کند. دکتر به ماه بانو، که شوهرش را از دست داده علاقه دارد. ماه بانو به او روی خوش نشان نمی‌دهد. از سویی دیگر مقرب السلطان، بزرگ مالک روستا، می‌کوشد تا سنجر را به سوی خود جلب کند. او دختر عقب مانده‌اش را به ازدواج سنجر درمی‌آورد. با شیوع وسیع وبا، مقرب‌السلطان فوت می‌کند و مباشرش با اسناد و مدارک املاک و ثروت او می‌گریزد. سنجر با ناراحتی روستا را ترک می‌کند. ماه بانو پس از مرور این خاطرات به راهش ادامه می‌دهد.

## بازیگران
| بازیگر           | نقش                |
| ---------------- | ------------------ |
| رضا کیانیان      | سنجر               |
| هما روستا        | ماه بانو           |
| جمال اجلالی      | پدر ماه بانو       |
| احمد آقالو       | مباشر مقرب السلطان |
| شهره دولت خواه   | بدری               |
| علی اصغر گرمسیری | مقرب السلطان       |
| صادق صفایی       | وبائی              |

## جوایز
- کاندیدای بهترین بازیگر نقش اول زن از هشتمین جشنواره فیلم فجر ۱۳۶۸
- کاندیدای بهترین بازیگر نقش دوم مرد از هشتمین جشنواره فیلم فجر ۱۳۶۸
- کاندیدای بهترین صدا برداری از هشتمین جشنواره فیلم فجر ۱۳۶۸